# Forcipomyia biannulata
Forcipomyia biannulata is een muggensoort uit de familie van de knutten (Ceratopogonidae). De wetenschappelijke naam van de soort is voor het eerst geldig gepubliceerd in 1924 door Ingram & Macfie.